# Liste der Straßen, Plätze und Brücken in Hamburg-Wilstorf

Lage von Hamburg-Wilstorf in Hamburg und im Bezirk Harburg (hellrot)

Die Liste der Straßen, Plätze und Brücken in Hamburg-Wilstorf ist eine Übersicht der im Hamburger Stadtteil Wilstorf vorhandenen Straßen, Plätze und Brücken. Sie ist Teil der Liste der Verkehrsflächen in Hamburg.

## Überblick
In Wilstorf (Ortsteilnummer 705) leben 17783 Einwohner (Stand: 31. Dezember 2023) auf 3,4 km². Wilstorf liegt in den Postleitzahlenbereichen 21077 und 21079.
In Wilstorf gibt es 77 benannte Verkehrsflächen, darunter ein Platz und zwei Brücken.

## Übersicht der Straßen
Die nachfolgende Tabelle gibt eine Übersicht über alle benannten Verkehrsflächen – Straßen, Plätze und Brücken – im Stadtteil sowie einige dazugehörige Informationen. Im Einzelnen sind dies:
- Name/Lage: aktuelle Bezeichnung der Straße, des Platzes oder der Brücke. Über den Link (Lage) kann die Straße, der Platz oder die Brücke auf verschiedenen Kartendiensten angezeigt werden. Die Geoposition gibt dabei ungefähr die Mitte an. Bei längeren Straßen, die durch zwei oder mehr Stadtteile führen, kann es daher sein, dass die Koordinate in einem anderen Stadtteil liegt.
- Straßenschlüssel: amtlicher Straßenschlüssel, bestehend aus einem Buchstaben (Anfangsbuchstabe der Straße, des Platzes oder der Brücke) und einer dreistelligen Nummer.
- Länge/Maße in Metern:
Hinweis: Die in der Übersicht enthaltenen Längenangaben sind nach mathematischen Regeln auf- oder abgerundete Übersichtswerte, die im Digitalen Atlas Nord[1] mit dem dortigen Maßstab ermittelt wurden. Sie dienen eher Vergleichszwecken und werden, sofern amtliche Werte bekannt sind, ausgetauscht und gesondert gekennzeichnet.
Bei Plätzen sind die Maße in der Form a × b bei rechteckigen Anlagen oder a × b × c bei dreiecksförmigen Anlagen mit a als längster Kante dargestellt.
Der Zusatz (im Stadtteil) gibt an, wie lang die Straße innerhalb des Stadtteils ist, sofern sie durch mehrere Stadtteile verläuft.
- Namensherkunft: Ursprung oder Bezug des Namens.
- Datum der Benennung: Jahr der offiziellen Benennung oder der Ersterwähnung eines Namens, bei Unsicherheiten auch die Angabe eines Zeitraums.
- Anmerkungen: Weitere Informationen bezüglich anliegender Institutionen, der Geschichte der Straße, historischer Bezeichnungen, Baudenkmale usw.
- Bild: Foto der Straße oder eines anliegenden Objektes.

| Name/Lage                     | Straßen- schlüssel | Länge/Maße (in Metern) | Namensherkunft | Datum der Benennung | Anmerkungen | Bild                                                                                      |
| ----------------------------- | ------------------ | ---------------------- | --- | ------------------- | --- | ----------------------------------------------------------------------------------------- |
| Am Frankenberg (Lage)         | A226               | 0495 (im Stadtteil)    | nach einer Flurbezeichnung und der Sage, dass Karl der Große hier mit seinen fränkischen Truppen gelagert haben soll                           | 1889                | nördliche Straßenhälfte zwischen der Engelbek und der Winsener Straße in Wilstorf, südliche Straßenhälfte in Langenbek, südlich der Engelbek komplett in Marmstorf | Am Frankenberg                                                                            |
| Am Mühlenfeld (Lage)          | A296               | 0700                   | nach dem bereits 1667 erwähnten Wilstorfer Mühlenfeld                                                                                          | 1929                | | Am Mühlenfeld                                                                             |
| Am Weinberg (Lage)            | A361               | 0280                   | nach einer Flurbezeichnung | 1961                | | Am Weinberg                                                                               |
| Anzengruberstraße (Lage)      | A447               | 0260                   | Ludwig Anzengruber (1839–1889), österreichischer Schriftsteller                                                                                | 1928                | die Benennung erfolgte auf Wunsch der Anwohner, die damals größtenteils aus Österreich stammten | Anzengruberstraße                                                                         |
| Arno-Holz-Weg (Lage)          | A472               | 0200                   | Arno Holz (1863–1929), Dichter und Dramatiker                                                                                                  | 1966                | | Arno-Holz-Weg                                                                             |
| Außenmühlendamm (Lage)        | A537               | 0320                   | nach seiner Funktion zur ehemaligen Butenmöhl (Außenmühle) führend                                                                             | 1950                | | Außenmühlendamm                                                                           |
| Außenmühlenweg (Lage)         | A538               | 0340                   | nach der Bestimmung zum Außenmühlenteich führend                                                                                               | 1885/1950           | lt. Straßenverzeichnis in Harburg und Wilstorf, lt. Grundkarte nur in Wilstorf | Außenmühlenweg                                                                            |
| Berlepschweg (Lage)           | B273               | 0130                   | Friedrich Ludwig von Berlepsch (1749–1818), Jurist                                                                                             | 1950                | | Berlepschweg                                                                              |
| Besselstraße (Lage)           | B298               | 0170                   | Heinrich von Bessel (1603–1671), letzter fürstlicher Beamter („Kanzler“) in Harburg                                                            | 1914                | | Besselstraße                                                                              |
| Bittcherweg (Lage)            | B839               | 0120                   | Herbert Bittcher (1908–1944), Widerstandskämpfer und Opfer des Nationalsozialismus                                                             | 1984                | | Bittcherweg                                                                               |
| Bonusstraße (Lage)            | B470               | 0360                   | August Bonus (1817–1896), Blattbinder und Mitbegründer des Harburger Bauvereins                                                                | 1913                | | Bonusstraße                                                                               |
| Brandesstraße (Lage)          | B552               | 0115                   | Ernst Brandes (1846–1915), Kaufmann, Vorbesitzer des Geländes                                                                                  | 1914                | | Brandesstraße                                                                             |
| Eidigweg (Lage)               | E079               | 0200                   | Johann Christoph Eidig (1804 – 1836 od. 1837), Wilddieb und Volksheld                                                                          | 1962                | | Eidigweg                                                                                  |
| Eigenheimweg (Lage)           | E083               | 0355                   | nach den dort erbauten Eigenheimen der Siedlung „Hoffnung“                                                                                     | 1950                | bis 1950 Bismarckstraße | Eigenheimweg                                                                              |
| Flebbestraße (Lage)           | F146               | 0400                   | Fritz Flebbe (1893–1929), Maler und Grafiker                                                                                                   | 1950                | bis 1950 Dürerstraße | Flebbestraße                                                                              |
| Freudenthalweg (Lage)         | F221               | 0450                   | Brüder Friedrich Freudenthal (1849–1929) und August Freudenthal (1851–1898), Heimatschriftsteller                                              | 1950                | | Freudenthalweg                                                                            |
| Friedrich-List-Straße (Lage)  | F236               | 0285                   | Friedrich List (1789–1846), Wirtschaftstheoretiker                                                                                             | 1924                | | Friedrich-List-Straße                                                                     |
| Gotthelfweg (Lage)            | G181               | 0485                   | Jeremias Gotthelf (1797–1854) Schweizer Pfarrer und Schriftsteller                                                                             | 1950                | bis 1950 Gorch-Fock-Straße | Gotthelfweg                                                                               |
| Hanhoopsfeld (Lage)           | H102               | 0820 (im Stadtteil)    | nach einer bereits 1667 erstmals erwähnten Flurbezeichnung                                                                                     | 1949/1961           | kurzer südlicher Teil (Fußweg) in Langenbek | Hanhoopsfeld, zu Wilstorf gehörender Teil                                                 |
| Hannoversche Straße (Lage)    | H105               | 0465 (im Stadtteil)    | niedersächsische Landeshauptstadt Hannover | 1950                | 1872 bis 1899 Am Venlo-Hamburger Bahnhof, 1899 bis 1950 Grubestraße; südliche bzw. östliche Straßenhälfte zwischen Schlachthofbrücke und Wilstorfer Straße in Wilstorf, sonst in Harburg | Hannoversche Straße in Höhe des Harburger Bahnhofs, im Hintergrund Teile der Phönix-Werke |
| Harburger Umgehung (Lage)     | H780               | 0645 (im Stadtteil)    | nach Lage und Funktion südlich der Elbe | 1985                | Teil der A253; zwischen Europabrücke bis Höhe Marschwinkel sowie zwischen Großmoordamm und Bahnhof Harburg in Harburg, dazwischen in Neuland, ab Harburger Bahnhof in Wilstorf | Harburger Umgehung                                                                        |
| Heckengang (Lage)             | H210               | 0205                   | nach einem von Hecken gesäumten Weg | 1889                | | Heckengang                                                                                |
| Heinrich-Heine-Straße (Lage)  | H295               | 0195                   | Heinrich Heine (1797–1856), Dichter und Schriftsteller                                                                                         | 1945                | 1933–1945 Dietrich-Eckart-Straße | Heinrich-Heine-Straße                                                                     |
| Hermann-Allmers-Straße (Lage) | H364               | 0210                   | Hermann Allmers (1821–1902), Schriftsteller | 1928                | | Hermann-Allmers-Straße                                                                    |
| Hilshain (Lage)               | H433               | 0025 (im Stadtteil)    | nach einer Flurbezeichnung, 1667 als „vor dem hilligen seine“ bezeichnet                                                                       | 1932                | nur nördliche Straßenhälfte ab Hilshöhe für ca. 25 Meter in Wilstorf, sonst komplett in Rönneburg | Hilshain                                                                                  |
| Hilshöhe (Lage)               | H434               | 0160 (im Stadtteil)    | nach einer Flurbezeichnung | 1939                | Straßenfläche komplett in Wilstorf, Grundstücke auf der Ostseite zwischen Hilshain und Hüllbeen in Rönneburg | Hilshöhe                                                                                  |
| Hölscherweg (Lage)            | H499               | 0145                   | Georg Hölscher (1866 – 1932), Gartenbauarchitekt, schuf den Harburger Stadtpark                                                                | 1950                | südliche Straßenhälfte in Marmstorf | Hölscherweg                                                                               |
| Höpenstraße (Lage)            | H506               | 0530                   | nach der Vogtei Höpen, die früher zu Wilstorf gehörte                                                                                          | 1889                | | Höpenstraße                                                                               |
| Hohe Straße (Lage)            | H543               | 1100 (im Stadtteil)    | als auf die Höhe der Bremer Straße führende Straße                                                                                             | 1891                | westlicher Teil ab Überführung über den Marmstorfer Weg in Eißendorf, in östlicher Richtung auf ca. 250 Metern Länge komplett in Wilstorf, ab dort nördliche Straßenhälfte in Harburg | Hohe Straße                                                                               |
| Hüllbeen (Lage)               | H664               | 0565 (im Stadtteil)    | nach einer Flurbezeichnung | 1932                | nördliche Straßenhälfte zwischen Hanhoopsfeld und Hilshöhe in Wilstorf, südliche Hälfte in Langenbek, westlich der Hilshöhe in Rönneburg | Hüllbeen                                                                                  |
| Jägerstraße (Lage)            | J014               | 1005                   | Carl Adolf Jäger (1794–1874), Generalleutnant                                                                                                  | 1889                | | Jägerstraße                                                                               |
| Jutestraße (Lage)             | J110               | 0065                   | nach einer dort gelegenen Jutespinnerei und Weberei                                                                                            | 1950                | | Jutestraße                                                                                |
| Kanzlerstraße (Lage)          | K063               | 0145 (im Stadtteil)    | nach den Besitzern des Geländes im 17. Jahrhundert, den Kanzlern des Harburger Schlosses                                                       | 1950                | | Kanzlerstraße                                                                             |
| Kapellenweg (Lage)            | K066               | 0905                   | nach seiner Funktion zur ehemaligen Kapelle führend, die 1947 abgerissen wurde                                                                 | 1889                | | Kapellenweg                                                                               |
| Karl-Kock-Weg (Lage)          | K606               | 0145                   | Karl Kock (1908–1944), Widerstandskämpfer und Opfer des Nationalsozialismus                                                                    | 1988                | | Karl-Kock-Weg                                                                             |
| Kniggestraße (Lage)           | K295               | 0180                   | Dietrich Knigge (1830–1895), Grundeigentümer des Geländes                                                                                      | 1903                | | Kniggestraße                                                                              |
| Liebrechtstraße (Lage)        | L167               | 0140                   | Wilhelm Liebrecht (1850–1925), Landrat und Vorsitzender der Landesversicherungsanstalt und des Verwaltungsrates des Preußischen Beamtenvereins | 1899                | | Liebrechtstraße                                                                           |
| Lönsstraße (Lage)             | L208               | 0275                   | Hermann Löns (1866–1914), Journalist und Schriftsteller                                                                                        | 1922                | | Lönsstraße                                                                                |
| Marmstorfer Weg (Lage)        | M063               | 1015 (im Stadtteil)    | Hamburger Stadtteil Marmstorf | 1889                | östliche Straßenhälfte zwischen Bremer Straße und Hohe Straße in Harburg, westliche Seite in Eißendorf, im weiteren Verlauf bis Heino-Marx-Weg auf der Grenze zwischen Eißendorf und Wilstorf verlaufend, zwischen Heino-Marx-Weg und Hölscherweg auf der Grenze zwischen Marmstorf und Wilstorf, südlich des Hölscherwegs komplett in Marmstorf | Marmstorfer Weg                                                                           |
| Max-Halbe-Straße (Lage)       | M100               | 0360                   | Max Halbe (1865–1944), Schriftsteller | 1950                | bis 1950 Stormstraße | Max-Halbe-Straße                                                                          |
| Mensingstraße (Lage)          | M152               | 0515                   | Georg Wilhelm Mensing, Bau- und Verwaltungsoffizier sowie von 1818 bis 1833 Leiter der Strafanstalt Harburg                                    | 1893                | | Mensingstraße                                                                             |
| Metzenberg (Lage)             | M172               | 0135                   | nach einer Flurbezeichnung | 1950                | | Metzenberg                                                                                |
| Musilweg (Lage)               | M386               | 0245                   | Robert Musil (1880–1942), österreichischer Schriftsteller                                                                                      | 1976                | | Musilweg                                                                                  |
| Niedersachsenweg (Lage)       | N107               | 0110                   | frei gewählt durch den Vorbesitzer Heinrich Weselmann                                                                                          | 1934                | ursprünglich als Privatweg angelegt; südliche Straßenhälfte in Rönneburg | Niedersachsenweg                                                                          |
| Nöldekestraße (Lage)          | N139               | 0320                   | Theodor Nöldeke (1836–1930), Orientalist | 1927                | | Nöldekestraße                                                                             |
| Nymphenweg (Lage)             | N184               | 0350 (im Stadtteil)    | nach dem Märchenmotiv frei gewählter Name | 1935                | ab Beginn des Sandweges nördlicher Teil in Wilstorf, sonst in Marmstorf | Nymphenweg                                                                                |
| Osterbaum (Lage)              | O132               | 0490                   | nach einer Flurbezeichnung, möglicherweise auf einen Schlagbaum zurückgehend                                                                   | 1950                | | Osterbaum                                                                                 |
| Oswald-Kanzler-Weg (Lage)     | O207               | 0150                   | Oswald Kanzler (1883–1944), SPD-Politiker, Opfer des Nationalsozialismus                                                                       | 1988                | | Oswald-Kanzler-Weg                                                                        |
| Paul-Gerhardt-Straße (Lage)   | P046               | 0260                   | Paul Gerhardt (1607–1676), Theologe und Kirchenlieddichter                                                                                     | 1928                | | Paul-Gerhardt-Straße                                                                      |
| Petersdorfstraße (Lage)       | P079               | 0260                   | Hans von Petersdorf (1585–1657), Oberhauptmann auf dem Harburger Schloss                                                                       | 1950                | | Petersdorfstraße                                                                          |
| Radickestraße (Lage)          | R016               | 0740                   | Rönneburger Gärtnerfamilie Radicke, die auf ihrem Grundbesitz eine Gärtnerei betrieb                                                           | 1950                | südliche Straßenhälfte zwischen Jägerstraße und Reeseberg in Rönneburg | Radickestraße                                                                             |
| Reeseberg (Lage)              | R086               | 1595                   | nach einer Flurbezeichnung | 1889                | | Reeseberg                                                                                 |
| Rembrandtstraße (Lage)        | R151               | 0255                   | Rembrandt van Rijn (1606–1669), niederländischer Maler                                                                                         | 1928                | | Rembrandtstraße                                                                           |
| Ritterbuschplatz (Lage)       | R426               | 0100 × 15              | Paul Ritterbusch (1893–1971), Mitbegründer und langjähriger Vorsitzender des Vorstands des Eisenbahnbauvereins Harburg                         | 1981                | | Ritterbuschplatz                                                                          |
| Rönneburger Straße (Lage)     | R244               | 0845                   | Hamburger Stadtteil Rönneburg | 1889                | | Rönneburger Straße                                                                        |
| Roseggerstraße (Lage)         | R280               | 0330                   | Peter Rosegger (1843–1918), österreichischer Schriftsteller                                                                                    | 1947                | | Roseggerstraße                                                                            |
| Roseggerweg (Lage)            | R413               | 0065                   | in Anlehnung an die Roseggerstraße | 1976                | | Roseggerweg                                                                               |
| Rosentreppe (Lage)            | R290               | 0095                   | frei gewählter Name in Anlehnung an die Bepflanzung                                                                                            | 1936                | Fußweg zwischen Winsener Straße und Reeseberg | Rosentreppe                                                                               |
| Rote-Kreuz-Straße (Lage)      | R461               | 0110                   | nach der Lage an der Geschäftsstelle des DRK, Kreisverband Harburg                                                                             | 2016                | vor 2016 Teil der Maretstraße | Rote-Kreuz-Straße, in der Bildmitte die Geschäftsstelle des DRK, Kreisverband Harburg     |
| Schlachthofbrücke (Lage)      | S918               | 0130                   | in Anlehnung an die in Harburg verlaufende Schlachthofstraße                                                                                   | 1988                | überquert den südlichen Teil des Bahnhofs Harburg; nördliche Straßenhälfte in Harburg | Schlachthofbrücke                                                                         |
| Schneverdinger Weg (Lage)     | S258               | 0155                   | Schneverdingen, Stadt in Niedersachsen | 1961                | Themengruppe „Orte in der Lüneburger Heide“, überwiegend in Langenbek | Schneverdinger Weg                                                                        |
| Soltauer Ring (Lage)          | S484               | 0290                   | Soltau, Stadt in Niedersachsen | 1961                | Themengruppe „Orte in der Lüneburger Heide“, überwiegend in Langenbek | Soltauer Ring                                                                             |
| Sophienstraße (Lage)          | S508               | 0330                   | Juliane Wilhelmine Tilemann geb. Oncken, Mutter des Senators Julius Tilemann                                                                   | 1922                | | Sophienstraße                                                                             |
| Sudermannstraße (Lage)        | S781               | 0630                   | Hermann Sudermann (1857–1928), Schriftsteller                                                                                                  | 1950                | bis 1950 Fritz-Reuter-Straße | Sudermannstraße                                                                           |
| Tilemannhöhe (Lage)           | T095               | 0205                   | Julius Tilemann (1866–1930), Harburger Senator und Stadtsyndikus                                                                               | 1955                | | Tilemannhöhe                                                                              |
| Tivoliweg (Lage)              | T115               | 0105                   | nach einer früheren Gaststätte „Dittmers Tivoli“                                                                                               | 1950                | | Tivoliweg                                                                                 |
| Trelder Weg (Lage)            | T155               | 0235                   | Trelde, Ortsteil der Stadt Buchholz in der Nordheide                                                                                           | 1961                | Themengruppe „Orte in der Lüneburger Heide“, überwiegend in Langenbek | Trelder Weg                                                                               |
| Vinzenzweg (Lage)             | V049               | 0310                   | Vinzenz von Paul (1581–1660), französischer Priester und Begründer der neuzeitlichen Karitas                                                   | 1952                | bis 1952 Wiesenstraße | Vinzenzweg                                                                                |
| Vogteistraße (Lage)           | V113               | 0120 (im Stadtteil)    | nach dem Sitz der früheren Vogtei Höpen | 1932                | östliche Straßenhälfte zwischen Radickestraße und Niedersachsenweg in Wilstorf, sonst in Rönneburg | Vorderkamp                                                                                |
| Vorderkamp (Lage)             | V113               | 0080 (im Stadtteil)    | nach einer Flurbezeichnung | 1947                | nördliche Straßenhälfte von der Kanzlerstraße abzweigend für ca. 80 Meter in Wilstorf, sonst in Rönneburg | Vogteistraße                                                                              |
| Walter-Flex-Straße (Lage)     | W046               | 0145                   | Walter Flex (1887–1917), Schriftsteller | 1933                | | Walter-Flex-Weg                                                                           |
| Walter-Koch-Weg (Lage)        | W047               | 0095                   | Walter Georg Koch (1877–1922), Vorbesitzer des Geländes                                                                                        | 1950                | | Walter-Koch-Weg                                                                           |
| Wasmerstraße (Lage)           | W083               | 0305 (im Stadtteil)    | Detlef Friedrich Wulff Benedictus von Wasmer (1790–1874), Vorbesitzer des Gutes Kanzlerhof                                                     | 1900                | westlich der Bahngleise in Wilstorf; führte ursprünglich über die Gleise der Bahnlinie Hamburg-Hannover, nach Abriss der Brücke auf östlicher Rönneburger Seite eine Sackgasse ohne Anwohner | Wasmerstraße, zu Wilstorf gehörender Teil                                                 |
| Winsener Brücke (Lage)        | –                  | 0040                   | nach der Lage in der Nähe der Winsener Straße                                                                                                  | 1956                | führt im Zuge der Hannoverschen Straße über den Seevekanal; westliche Straßenhälfte in Harburg | Winsener Brücke, links die Phönix-Werke                                                   |
| Winsener Straße (Lage)        | W319               | 1875                   | Winsen (Luhe), Stadt in Niedersachsen | 1889                | nördlich von Am Frankenberg in Wilstorf, südlich bis zur Einmündung des Hermannsburger Wegs in Langenbek, südlich des Hermannsburger Wegs in Sinstorf | Winsener Straße                                                                           |
| Wroostweg (Lage)              | W401               | 0400                   | Wilfried Wroost (1889–1959), Schriftsteller und Bühnenautor                                                                                    | 1950                | | Wroostweg                                                                                 |
| Zimmermannstraße (Lage)       | Z029               | 0260                   | Johann Carl Zimmermann (1833–1903), Harburger Kaufmann                                                                                         | 1910                | | Zimmermannstraße                                                                          |